# Katze (Schiff)
Als Katze wurde im frühen Byzanz ein kleines, von Ruderern angetriebenes Schiff bezeichnet. Es wurde in der byzantinischen Kriegsflotte als Aufklärungs-, Kurier- und Verbindungsfahrzeug eingesetzt.
Chatte (frz. für Katze) war die Bezeichnung für dreimastige Segelschiffe im 17. Jahrhundert in Frankreich.